# Nemopterella africana
Nemopterella africana är en insektsart som först beskrevs av Leach 1815.  Nemopterella africana ingår i släktet Nemopterella och familjen Nemopteridae. Inga underarter finns listade i Catalogue of Life.